# La Machine
La Machine település Franciaországban, Nièvre megyében. Lakosainak száma 3213 fő (2022. január 1.). La Machine Thianges, Saint-Léger-des-Vignes, Champvert, Sougy-sur-Loire és Trois-Vèvres községekkel határos.

## Népesség
A település népességének változása:
| Lakosok száma | 3435 | 3392 | 3445 | 3343 | 3292 | 3240 | 3231 | 3220 | 3213 |
|               | 2013 | 2015 | 2016 | 2017 | 2018 | 2019 | 2020 | 2021 | 2022 |